# Пінатубо

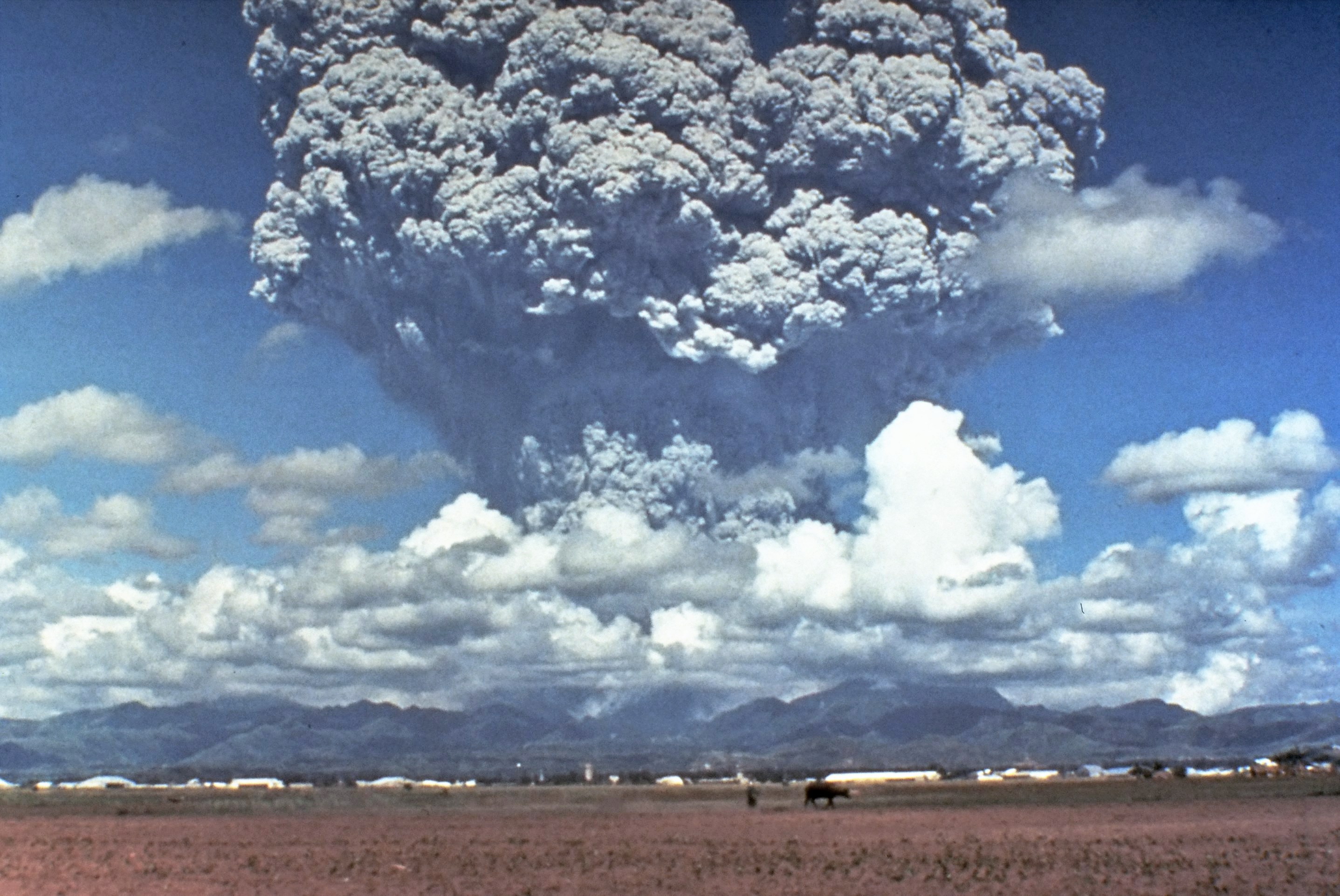
Виверження Пінатубо в 1991.

 Пінатубо  — діючий вулкан, розташований на філіппінському острові Лусон за 93 км на північний захід від столиці Маніли та за 26 км на захід від міста Анхелес. Він знаходиться на межі провінцій Замбалес, Батаан та Пампанга. Його висота на сьогодні становить 1486 метрів, а до виверження в 1991 вона становила 1745 м. До цього виверження вулкан вважався згаслим. Під час завоювання Філіппін іспанцями, покритий в ті часи густим лісом, Пінатубо служив притулком для тубільців з племені аета які рятувалися втечею.

## Активність
Останнє виверження Пінатубо відбулося в червні 1991, вперше за 611 років. Від виверження і його наслідків загинуло щонайменше 875 осіб. Виверження знищило стратегічну базу ВПС США Кларк, розташовану за 18 км від Пінатубо і військово-морську базу США. Околиці вулкана були спустошені пірокластичними потоками та лахарами. Виверження було визнано одним з найпотужніших у XX столітті.
Розвиток активності Пінатубо відбувався дуже стрімко. Перші ознаки активності з'явилися у квітні 1991 Після підземних поштовхів над вершиною з'явився стовп пари. Влада Філіппін ухвалили рішення негайно евакуювати населення в радіусі 20 км від вулкана. 7 червня на вершиною вулкана почав утворюватися купол в'язкої магми, яка видавлювалася тиском газів всередині гори.
Перший вибух стався 12 червня о 3:41. Над горою на висоту 19 км здійнялася чорна попільна хмара, зі схилів гори зійшли пірокластичні потоки. Наступний вибух, 14 годин по тому, був ще потужнішим. Газо-попільна колона піднялася на висоту 24 км. Третє вибухове виверження відбулося 13 червня в 8:41. Воно тривало 5 хвилин. Висота еруптивної колони — 24 км. Слідом за ним запанувала тиша, що тривала 3 години. Опівдні підземні поштовхи поновилися. 14 червня о 13:09 відбулося 4-е виверження (тривалість — 3 хвилини, висота еруптивної колони — 21 км).
15 червня відбулося пароксизмальне виверження, що досягло найбільшої сили в 14:30. Висота еруптивної колони становила 34 км. Попіл, викинутий цим виверженням, закрив непроникною завісою ділянку небосхилу площею 125 000 км². Територія на цій площі на кілька годин поринула в повний морок. Попіл випадав у В'єтнамі, Камбоджі та Малайзії.
Після цього вибуху виверження, слабшаючи, тривало до 17 червня.
За кілька днів виверження було викинуто близько 10 кубічних км гірських порід (за цим показником воно поступається у XX столітті тільки виверженню Катмай-Наварупта). Інтенсивність викиду пірокластики перевищувала 300 тис. кубічних метрів на секунду. Виверженню Пінатубо, одному з 3-х у XX столітті (разом з виверженнями Санта-Марія в 1902 і Катмай в 1912) був привласнений коефіцієнт експлозивності 6. За оцінками геологів, енергія цього виверження в 10 разів перевищувала енергію виверження вулканів таких, як Сент-Хеленс (1980) та Шивелуч (1964).
Величезний кратер діаметром 2,5 км, утворений виверженням 1991 року, є центральним. Виверження не супроводжувалися сходом уламкових лавин з вершини і схилів гори, якими відрізнялися і Сент-Хеленс і Шивелуч. Пірокластичні потоки утворювалися з плініанских колон. Всі руйнування вулканічної споруди здійснено вибухами. У кратері утворилося озеро з дощовим живленням, рівень якого поступово підіймався, поки у 2008 році велика частина води з кратера не була скинута з метою запобігання затоплення околиць у разі різкого підйому рівня в сезон дощів.
Наслідки виверження Пінатубо були відчутні по всьому світу. Воно призвело до найпотужнішого викиду аерозолів в стратосферу з часів виверження вулкана Кракатау в 1883 році. Протягом наступних місяців в атмосфері спостерігався глобальний шар сірчанокислотного туману. Було зареєстровано падіння температури на 0,5 ° C і надмірне скорочення озонового шару, зокрема, утворення великої озонової дірки над Антарктидою.
Після виверження 1991 року в районі Пінатубо відбуваються регулярні підземні поштовхи, що не дозволяють проводити яке-небудь будівництво в радіусі десятків кілометрів від вулкана. Нових вивержень не відбувається. На схилах вулкана і внутрішньої частини кратера відновлюється рослинний покрив.
Вулкан Пінатубо є об'єктом гірського туризму.

## Лахари на горі Пінатубо

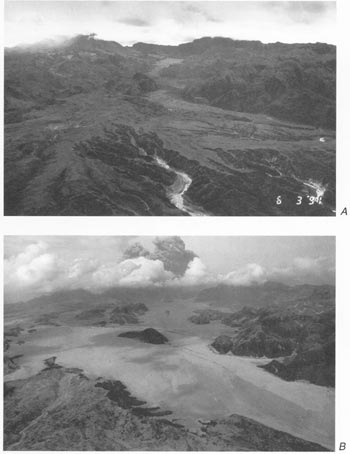
Фотографії річкової долини до і після заповнення лахарами з гори Пінатубо.
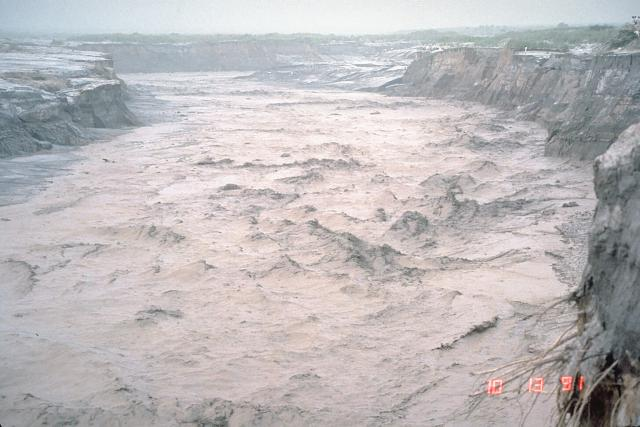
Лахар тече на горі Пінатубо